# Biełokamiennyj
Biełokamiennyj (ros. Белокаменный) – osiedle w Rosji, w obwodzie swierdłowskim, w okręgu miejskim Asbiestu. W 2010 liczyło 1932 mieszkańców.